# المندافة (الظهار)

تعديل مصدري - تعديل

المندافة محلة تابعة لقرية مدر، التابعة لعزلة انامر بمديرية الظهار إحدى مديريات محافظة إب في الجمهورية اليمنية.، بلغ تعداد سكانها 193 حسب تعداد اليمن لعام 2004.